# Roylea
Roylea là một chi thực vật có hoa trong họ Hoa môi (Lamiaceae).

## Loài
Chi Roylea gồm các loài: